# Ludwig von Köchel
Ludwig Ritter von Köchel (Stein, 14 gennaio 1800 – Vienna, 3 giugno 1877) è stato un musicologo austriaco.
Il cavaliere Ludwig Alois Friedrich Ritter von Köchel oltre che musicologo è stato botanico, geologo, dottore in legge. È noto soprattutto per aver compilato il catalogo completo delle opere di Wolfgang Amadeus Mozart che da lui prende il nome.
Nacque nella casa Manzetti a Stein, oggi frazione di Krems sul Danubio (allora erano città gemelle unite in un unico comune), nella Bassa Austria, da Johann Georg Köchel. Suo zio Georg Gerhard fu sindaco del comune di Krems-Stein dal 1791 al 1795. Ludwig si diplomò al liceo degli Scolopi, poi si trasferì a Vienna per studiare legge. Qui si laureò e lavorò dal 1827 al 1842 come precettore dei figli dell'Arciduca Carlo. Diventò membro del Consiglio Imperiale nel 1832 e fu insignito del grado di "Cavaliere di Köchel" nel 1842. Dal 1850 al 1852 fu ispettore scolastico a Salisburgo, poi tornò a Vienna.
Si dedicò alla botanica ed alla mineralogia e raccolse scritti sulla vita musicale viennese. A lui si deve la catalogazione di diverse specie vegetali, tra cui un arbusto siriano, ed una collezione di minerali di oltre 3300 pezzi. Il suo Chronologisch-thematisches Verzeichnis sämtlicher Tonwerke Wolfgang Amadé Mozarts (Catalogo cronologico e tematico delle opere musicali di Wolfgang Amadé Mozart) fu pubblicato nel 1862.